# カンナユリ
カンナユリ（8月20日- ）は、日本の女性シンガーソングライター。東京都世田谷区出身。

## 人物
主にパソコンゲームのテーマソングを中心に活動している。

## ディスコグラフィ

### アルバム
- melody(2004)
- カンナユリ/SONGS Luchs+Psy-chs テーマソングコレクション(2008)

### シングル
- BUBBLE POINT(2009)

### 主な提供作品
- くらがりの愛しさ（作詞・作曲・歌） - 「ソルネア」テーマソング
- Bluebird（作詞・作曲・歌） - 「ソルネア」ＥＤソング
- Amazing Blue（作詞・歌） - 「GHQ」テーマソング
- キミのこたえ（作詞・歌） - 「GHQ」ＥＤソング
- 今までの夏よりも（作詞） - 「うさねこ」テーマソング
- くノ一幕末忌憚（歌）　-　「くノ一幕末忌憚」イメージソング
- FantasticKiss（作詞・歌） - 「Natural Another One」テーマソング
- Rengoku（作詞・作曲・歌） - 「隷嬢学園」テーマソング
- 遠い星（作詞・作曲・歌） - 「代々木アニメーション学院」TVCMソング
- アートとハートでデュエット（作曲・歌） - 「代々木アニメーション学院」TVCMソング
- Destination（作詞・作曲・歌） - 「闇の僭王」テーマソング
- 回転木少女～メリーゴーランド～（作詞・作曲・歌） - 「隷嬢学園2」テーマソング
- アイシテ☆お姉様（作詞・作曲） - 「お姉様のアレ」テーマソング
- 十字架の鳥（作詞・作曲・歌） - 「クロス・ガイアード」テーマソング
- BUBBLE POINT（作詞・作曲・歌） - 「Divus Rabies」テーマソング
- 飛行途中（作詞・作曲・歌） - 「Divus Rabies」ＥＤソング
- ヒミツの放課後（作詞・作曲・歌） - 「ふぇちちち！」テーマソング

### ラジオ
- K-POPでカンダ！(FM84.2MHzラヂオつくば)メインパーソナリティ
- カンナユリとジュ・ヒョンジュの旅するK-POP（たかはぎFM）メインパーソナリティー

### その他
- 代々木アニメーション学院（CM出演）
- Cute-Cool～Portrait シリーズ（歌唱参加）
- Canary - 恋ウタ～sweet bossa / V.A（歌唱参加）